# Electron Blue
Electron Blue è un brano della band alternative rock R.E.M.. La canzone è il terzo singolo estratto da Around the Sun, tredicesimo album in studio del gruppo statunitense, pubblicato nel 2004.

## Tracce

### CD1 / 7"
1. "Electron Blue"
2. "What's the Frequency, Kenneth?" (Berry, Buck, Mills, Stipe) (live)

### CD2
1. "Electron Blue"
2. "Sweetness Follows" (Berry, Buck, Mills, Stipe) (live)
3. "Leaving New York" (live video)

## Classifiche
| Classifica (2005) | Posizione massima |
| ----------------- | ----------------- |
| Regno Unito       | 26                |